# Andrus Ansip
Andrus Ansip (Tartu, 1 de outubro de 1956) é um político estoniano. Presentemente é Comissário Europeu com a pasta do Mercado Único Digital na Comissão Juncker, cargo que ocupa desde 1 de novembro de 2014. É vice-presidente da Comissão Europeia.
Entre 12 de abril de 2005 e 26 de março de 2014 foi primeiro-ministro da Estónia. Entre 23 de setembro de 2004 e 12 de abril de 2005 foi ministro dos assuntos económicos e comunicações. De 2005 a 2014 liderou o Partido Reformista Estónio.
Foi também presidente do município de Tartu entre 10 de setembro de 1998 e 23 de setembro de 2004. Graduou-se em Química na Universidade de Tartu em 1979, e trabalhou como engenheiro químico na universidade de 1979 a 1983.